# 12 Hours of Sebring 2023

Tor Sebring International Raceway

12 Hours of Sebring 2023 (Mobil 1 12 Hours of Sebring 2023) – długodystansowy wyścig samochodowy, który odbył się 18 marca 2023 roku. Był on drugą rundą sezonu 2023 serii IMSA SportsCar Championship.

## Uczestnicy
Lista startowa została opublikowana 8 marca i zawierała ona 54 zgłoszenia - 8 w klasie GTP, 8 w klasie LMP2, 10 w klasie LMP3, 8 w klasie GTD Pro oraz 20 w klasie GTD.

## Harmonogram
| Dzień              | Godzina | Sesja                                | Długość   |
| ------------------ | ------- | ------------------------------------ | --------- |
| Czwartek, 16 marca | 10:10   | Pierwsza sesja treningowa            | 90 minut  |
| Czwartek, 16 marca | 15:50   | Druga sesja treningowa               | 90 minut  |
| Czwartek, 16 marca | 19:45   | Trzecia sesja treningowa             | 90 minut  |
| Piątek, 17 marca   | 8:55    | Czwarta sesja treningowa             | 10 minut  |
| Piątek, 17 marca   | 9:15    | Sesja kwalifikacyjna – GTD Pro i GTD | 15 minut  |
| Piątek, 17 marca   | 9:40    | Sesja kwalifikacyjna – LMP2 i LMP3   | 15 minut  |
| Piątek, 17 marca   | 10:05   | Sesja kwalifikacyjna – GTP           | 20 minut  |
| Sobota, 18 marca   | 8:00    | Rozgrzewka                           | 20 minut  |
| Sobota, 18 marca   | 10:10   | Wyścig                               | 12 godzin |
| Źródło             |         |                                      |           |

## Sesje treningowe
| Klasa          | Zespół                                   | Samochód                    | Czas           | Okr.           |
| Sesja pierwsza | Sesja pierwsza                           | Sesja pierwsza              | Sesja pierwsza | Sesja pierwsza |
| -------------- | ---------------------------------------- | --------------------------- | -------------- | -------------- |
| GTP            | #10 Konica Minolta Acura ARX-06          | Acura ARX-06                | 1:48,303       | 14             |
| LMP2           | #18 Era Motorsport                       | Oreca 07                    | 1:50,926       | 37             |
| LMP3           | #30 Jr III Racing                        | Ligier JS P320              | 1:56,349       | 36             |
| GTD Pro        | #14 Vasser Sullivan                      | Lexus RC F GT3              | 2:01,156       | 26             |
| GTD            | #77 Wright Motorsports                   | Porsche 911 GT3 R (992)     | 2:01,092       | 29             |
| Sesja druga    |                                          |                             |                |                |
| GTP            | #60 Meyer Shank Racing w/ Curb Agajanian | Acura ARX-06                | 1:47,049       | 27             |
| LMP2           | #18 Era Motorsport                       | Oreca 07                    | 1:50,506       | 34             |
| LMP3           | #30 Jr III Racing                        | Ligier JS P320              | 1:56,382       | 30             |
| GTD Pro        | #3 Corvette Racing                       | Chevrolet Corvette C8.R GTD | 2:01,260       | 28             |
| GTD            | #57 Winward Racing                       | Mercedes-AMG GT3 Evo        | 2:01,218       | 25             |
| Sesja trzecia  |                                          |                             |                |                |
| GTP            | #31 Whelen Engineering Racing Cadillac   | Cadillac V-Series.R         | 1:48,820       | 23             |
| LMP2           | #35 TDS Racing                           | Oreca 07                    | 1:51,543       | 25             |
| LMP3           | #30 Jr III Racing                        | Ligier JS P320              | 1:56,595       | 23             |
| GTD Pro        | #3 Corvette Racing                       | Chevrolet Corvette C8.R GTD | 2:01,290       | 20             |
| GTD            | #57 Winward Racing                       | Mercedes-AMG GT3 Evo        | 2:01,360       | 17             |
| Sesja czwarta  |                                          |                             |                |                |
| GTP            | #6 Porsche Penske Motorsports            | Porsche 963                 | 1:47,086       | 6              |
| LMP2           | #20 High Class Racing                    | Oreca 07                    | 1:52,488       | 6              |
| LMP3           | #85 JDC Miller MotorSports               | Duqueine M30 - D08          | 1:58,500       | 5              |
| GTD Pro        | #62 Risi Competizione                    | Ferrari 296 GT3             | 2:00,449       | 5              |
| GTD            | #32 Team Korthoff Motorsports            | Mercedes-AMG GT3 Evo        | 2:00,841       | 4              |

## Kwalifikacje
Pole position w każdej kategorii oznaczone jest pogrubieniem.
| Poz.   | Klasa   | Zespół                                   | Kierowca            | Czas     | Strata  | Poz. s. |
| ------ | ------- | ---------------------------------------- | ------------------- | -------- | ------- | ------- |
| 1      | GTP     | #31 Whelen Engineering Racing Cadillac   | Pipo Derani         | 1:45,836 | —       | 1       |
| 2      | GTP     | #01 Cadillac Racing                      | Sebastien Bourdais  | 1:45,923 | +0,087  | 2       |
| 3      | GTP     | #10 Konica Minolta Acura ARX-06          | Ricky Taylor        | 1:46,100 | +0,264  | 3       |
| 4      | GTP     | #6 Porsche Penske Motorsports            | Mathieu Jaminet     | 1:46,426 | +0,590  | 4       |
| 5      | GTP     | #60 Meyer Shank Racing w/ Curb Agajanian | Tom Blomqvist       | 1:46,603 | +0,767  | 5       |
| 6      | GTP     | #24 BMW M Team RLL                       | Augusto Farfus      | 1:46,756 | +0,920  | 6       |
| 7      | GTP     | #7 Porsche Penske Motorsports            | Matt Campbell       | 1:46,851 | +1,015  | 7       |
| 8      | GTP     | #25 BMW M Team RLL                       | Connor De Phillippi | 1:46,908 | +1,072  | 8       |
| 9      | LMP2    | #52 PR1 Mathiasen Motorsports            | Ben Keating         | 1:51,780 | +5,944  | 9       |
| 10     | LMP2    | #35 TDS Racing                           | François Heriau     | 1:51,900 | +6,064  | 10      |
| 11     | LMP2    | #11 TDS Racing                           | Steven Thomas       | 1:52,169 | +6,333  | 11      |
| 12     | LMP2    | #04 Crowdstrike Racing by APR            | George Kurtz        | 1:52,486 | +6,650  | 12      |
| 13     | LMP2    | #20 High Class Racing                    | Dennis Andersen     | 1:53,350 | +7,514  | 13      |
| 14     | LMP2    | #8 Tower Motorsports                     | John Farano         | 1:53,579 | +7,743  | 14      |
| 15     | LMP2    | #51 Rick Ware Racing                     | Eric Lux            | 1:53,673 | +7,837  | 15      |
| 16     | LMP2    | #18 Era Motorsport                       | Dwight Merriman     | 1:53,963 | +8,127  | 16      |
| 17     | LMP3    | #36 Andretti Autosport                   | Glenn van Berlo     | 1:55,215 | +9,379  | 17      |
| 18     | LMP3    | #4 Ave Motorsports                       | Tõnis Kasemets      | 1:56,874 | +11,038 | 25      |
| 19     | LMP3    | #85 JDC Miller MotorSports               | Dan Goldburg        | 1:56,984 | +11,148 | 18      |
| 20     | LMP3    | #74 Riley                                | Gar Robinson        | 1:57,012 | +11,176 | 19      |
| 21     | LMP3    | #30 Jr III Racing                        | Ari Balogh          | 1:58,092 | +12,256 | 20      |
| 22     | LMP3    | #17 AWA                                  | Anthony Mantella    | 1:58,164 | +12,328 | 21      |
| 23     | LMP3    | #38 Performance Tech Motorsports         | Christopher Allen   | 1:58,724 | +12,888 | 22      |
| 24     | LMP3    | #13 AWA                                  | Orey Fidani         | 1:59,160 | +13,324 | 23      |
| 25     | GTD Pro | #3 Corvette Racing                       | Antonio García      | 1:59,315 | +13,479 | 26      |
| 26     | LMP3    | #33 Sean Creech Motorsport               | Lance Willsey       | 1:59,458 | +13,622 | 24      |
| 27     | GTD Pro | #14 Vasser Sullivan                      | Jack Hawksworth     | 1:59,582 | +13,746 | 27      |
| 28     | GTD Pro | #79 WeatherTech Racing                   | Daniel Juncadella   | 1:59,635 | +13,799 | 52      |
| 29     | GTD     | #93 Racers Edge Motorsports with WTR     | Kyle Marcelli       | 1:59,714 | +13,878 | 28      |
| 30     | GTD     | #57 Winward Racing                       | Philip Ellis        | 1:59,834 | +13,998 | 53      |
| 31     | GTD Pro | #23 Heart of Racing Team                 | Alex Riberas        | 1:59,925 | +14,089 | 29      |
| 32     | GTD Pro | #62 Risi Competizione                    | Daniel Serra        | 1:59,939 | +14,103 | 30      |
| 33     | GTD     | #12 Vasser Sullivan                      | Aaron Telitz        | 1:59,944 | +14,108 | 31      |
| 34     | GTD     | #16 Wright Motorsports                   | Jan Heylen          | 2:00,022 | +14,186 | 32      |
| 35     | GTD     | #023 Triarsi Competizione                | Alessio Rovera      | 2:00,124 | +14,288 | 33      |
| 36     | GTD     | #1 Paul Miller Racing                    | Madison Snow        | 2:00,229 | +14,393 | 34      |
| 37     | GTD     | #96 Turner Motorsport                    | Patrick Gallagher   | 2:00,504 | +14,668 | 35      |
| 38     | GTD     | #78 Forte Racing Powered by USRT         | Loris Spinelli      | 2:00,639 | +14,803 | 36      |
| 39     | GTD Pro | #63 Iron Lynx                            | Franck Perera       | 2:00,763 | +14,927 | 37      |
| 40     | GTD     | #70 Inception Racing                     | Brendan Iribe       | 2:01,395 | +15,559 | 38      |
| 41     | GTD     | #47 Cetilar Racing                       | Giorgio Sernagiotto | 2:01,451 | +15,615 | 39      |
| 42     | GTD     | #21 AF Corse                             | Simon Mann          | 2:01,588 | +15,752 | 40      |
| 43     | GTD     | #83 Iron Dames                           | Michelle Gatting    | 2:01,652 | +15,816 | 41      |
| 44     | GTD     | #27 Heart of Racing Team                 | Ian James           | 2:01,652 | +15,816 | 42      |
| 45     | GTD     | #91 Kellymoss with Riley                 | Alan Metni          | 2:01,927 | +16,091 | 43      |
| 46     | GTD     | #44 Magnus Racing                        | John Potter         | 2:02,115 | +16,279 | 44      |
| 47     | GTD     | #77 Wright Motorsports                   | Alan Brynjolfsson   | 2:02,612 | +16,776 | 45      |
| 48     | GTD     | #80 AO Racing                            | P.J. Hyett          | 2:02,678 | +16,842 | 46      |
| 49     | GTD     | #66 Gradient Racing                      | Sheena Monk         | 2:03,342 | +17,506 | 47      |
| 50     | GTD     | #92 Kellymoss with Riley                 | David Brule         | 2:04,555 | +18,719 | 48      |
| 51     | GTD Pro | #9 Pfaff Motorsports                     | —                   | —        | —       | 49      |
| 52     | GTD     | #32 Team Korthoff Motorsports            | —                   | —        | —       | 51      |
| 53     | GTD Pro | #95 Turner Motorsport                    | —                   | —        | —       | 50      |
| Źródła |         |                                          |                     |          |         |         |

## Wyścig

### Wyniki
Zwycięzcy klas są oznaczeni pogrubieniem.
| Poz.  | Klasa   | Zespół                                   | Kierowcy                                               | Samochód                      | Opony | Okr. | Czas/Strata   |
| ----- | ------- | ---------------------------------------- | ------------------------------------------------------ | ----------------------------- | ----- | ---- | ------------- |
| 1     | GTP     | #31 Whelen Engineering Racing Cadillac   | Pipo Derani Alexander Sims Jack Aitken                 | Cadillac V-Series.R           | M     | 322  | 12:00:53,382  |
| 2     | GTP     | #25 BMW M Team RLL                       | Connor De Phillippi Nick Yelloly Sheldon van der Linde | BMW M Hybrid V8               | M     | 322  | +2,940        |
| 3     | LMP2    | #8 Tower Motorsports                     | John Farano Scott McLaughlin Kyffin Simpson            | Oreca 07                      | M     | 318  | +4 okrążenia  |
| 4     | LMP2    | #11 TDS Racing                           | Steven Thomas Mikkel Jensen Scott Huffaker             | Oreca 07                      | M     | 318  | +4 okrążenia  |
| 5     | LMP2    | #18 Era Motorsport                       | Dwight Merriman Ryan Dalziel Christian Rasmussen       | Oreca 07                      | M     | 318  | +4 okrążenia  |
| 6     | LMP2    | #52 PR1 Mathiasen Motorsports            | Ben Keating Paul-Loup Chatin Alex Quinn                | Oreca 07                      | M     | 318  | +4 okrążenia  |
| 7     | LMP2    | #04 Crowdstrike Racing by APR            | George Kurtz Ben Hanley Nolan Siegel                   | Oreca 07                      | M     | 318  | +4 okrążenia  |
| 8     | LMP2    | #20 High Class Racing                    | Dennis Andersen Ed Jones Anders Fjordbach              | Oreca 07                      | M     | 317  | +5 okrążeń    |
| 9 NU  | GTP     | #6 Porsche Penske Motorsport             | Nick Tandy Mathieu Jaminet Dane Cameron                | Porsche 963                   | M     | 315  | Nie ukończyli |
| 10 NU | GTP     | #10 Konica Minolta Acura ARX-06          | Ricky Taylor Filipe Albuquerque Louis Delétraz         | Acura ARX-06                  | M     | 315  | Nie ukończyli |
| 11 NU | GTP     | #7 Porsche Penske Motorsport             | Matt Campbell Felipe Nasr Michael Christensen          | Porsche 963                   | M     | 315  | Nie ukończyli |
| 12    | LMP3    | #74 Riley                                | Gar Robinson Felipe Fraga Josh Burdon                  | Ligier JS P320                | M     | 309  | +13 okrążeń   |
| 13    | LMP3    | #13 AWA                                  | Orey Fidani Matthew Bell Lars Kern                     | Duqueine M30 - D08            | M     | 308  | +14 okrążeń   |
| 14    | LMP3    | #85 JDC Miller Motorsports               | Till Bechtolsheimer Tijmen van der Helm Dan Goldburg   | Duqueine M30 - D08            | M     | 308  | +14 okrążeń   |
| 15    | LMP3    | #17 AWA                                  | Anthony Mantella Wayne Boyd Nico Varrone               | Duqueine M30 - D08            | M     | 307  | +15 okrążeń   |
| 16    | LMP3    | #4 Ave Motorsports                       | Seth Lucas Tõnis Kasemets Trenton Estep                | Ligier JS P320                | M     | 306  | +16 okrążeń   |
| 17    | GTD Pro | #9 Pfaff Motorsports                     | Klaus Bachler Patrick Pilet Laurens Vanthoor           | Porsche 911 GT3 R (992)       | M     | 303  | +19 okrążeń   |
| 18    | GTD Pro | #14 Vasser Sullivan                      | Jack Hawksworth Ben Barnicoat Kyle Kirkwood            | Lexus RC F GT3                | M     | 303  | +19 okrążeń   |
| 19    | GTD Pro | #79 WeatherTech Racing                   | Daniel Juncadella Jules Gounon Maro Engel              | Mercedes-AMG GT3 Evo          | M     | 303  | +19 okrążeń   |
| 20    | GTD Pro | #63 Iron Lynx                            | Franck Perera Jordan Pepper Romain Grosjean            | Lamborghini Huracán GT3 Evo 2 | M     | 303  | +19 okrążeń   |
| 21    | GTD Pro | #3 Corvette Racing                       | Antonio García Jordan Taylor Tommy Milner              | Chevrolet Corvette C8.R GTD   | M     | 303  | +19 okrążeń   |
| 22    | GTD Pro | #62 Risi Competizione                    | Daniel Serra Davide Rigon Gabriel Casagrande           | Ferrari 296 GT3               | M     | 303  | +19 okrążeń   |
| 23    | GTD Pro | #95 Turner Motorsport                    | Bill Auberlen Chandler Hull John Edwards               | BMW M4 GT3                    | M     | 302  | +20 okrążeń   |
| 24    | GTP     | #60 Meyer Shank Racing w/ Curb Agajanian | Tom Blomqvist Colin Braun Helio Castroneves            | Acura ARX-06                  | M     | 301  | +21 okrążeń   |
| 25    | GTD     | #1 Paul Miller Racing                    | Bryan Sellers Madison Snow Corey Lewis                 | BMW M4 GT3                    | M     | 301  | +21 okrążeń   |
| 26    | GTD     | #96 Turner Motorsport                    | Patrick Gallagher Robby Foley Michael Dinan            | BMW M4 GT3                    | M     | 301  | +21 okrążeń   |
| 27    | GTD     | #92 Kellymoss with Riley                 | David Brule Alec Udell Julien Andlauer                 | Porsche 911 GT3 R (992)       | M     | 301  | +21 okrążeń   |
| 28    | GTD     | #70 Inception Racing                     | Brendan Iribe Frederik Schandorff Ollie Millroy        | McLaren 720S GT3 EVO          | M     | 301  | +21 okrążeń   |
| 29    | GTD     | #12 Vasser Sullivan                      | Frankie Montecalvo Aaron Telitz Parker Thompson        | Lexus RC F GT3                | M     | 301  | +21 okrążeń   |
| 30    | GTD     | #16 Wright Motorsports                   | Ryan Hardwick Jan Heylen Zacharie Robichon             | Porsche 911 GT3 R (992)       | M     | 301  | +21 okrążeń   |
| 31    | GTD     | #91 Kellymoss with Riley                 | Alan Metni Kay van Berlo Jaxon Evans                   | Porsche 911 GT3 R (992)       | M     | 301  | +21 okrążeń   |
| 32    | GTD     | #77 Wright Motorsports                   | Alan Brynjolfsson Trent Hindman Maxwell Root           | Porsche 911 GT3 R (992)       | M     | 301  | +21 okrążeń   |
| 33    | GTD     | #44 Magnus Racing                        | John Potter Andy Lally Spencer Pumpelly                | Aston Martin Vantage AMR GT3  | M     | 301  | +21 okrążeń   |
| 34    | GTD     | #32 Team Korthoff Motorsports            | Mike Skeen Mikaël Grenier Kenton Koch                  | Mercedes-AMG GT3 Evo          | M     | 301  | +21 okrążeń   |
| 35    | GTD     | #83 Iron Dames                           | Rahel Frey Sarah Bovy Michelle Gatting                 | Lamborghini Huracán GT3 Evo 2 | M     | 300  | +22 okrążenia |
| 36    | GTD     | #66 Gradient Racing                      | Sheena Monk Katherine Legge Marc Miller                | Acura NSX GT3 Evo 22          | M     | 298  | +24 okrążenia |
| 37    | GTD Pro | #23 Heart of Racing Team                 | Ross Gunn Alex Riberas David Pittard                   | Aston Martin Vantage AMR GT3  | M     | 297  | +25 okrążeń   |
| 38    | GTD     | #21 AF Corse                             | Simon Mann Miguel Molina Francesco Castellacci         | Ferrari 296 GT3               | M     | 294  | +28 okrążeń   |
| 39    | LMP3    | #38 Performance Tech Motorsports         | Christopher Allen Robert Mau Tristan Nunez             | Ligier JS P320                | M     | 293  | +29 okrążeń   |
| 40    | GTD     | #47 Cetilar Racing                       | Roberto Lacorte Giorgio Sernagiotto Antonio Fuoco      | Ferrari 296 GT3               | M     | 290  | +32 okrążenia |
| 41 NU | LMP2    | #51 Rick Ware Racing                     | Eric Lux Devlin DeFrancesco Pietro Fittipaldi          | Oreca 07                      | M     | 289  | Nie ukończyli |
| 42 NU | GTD     | #27 Heart of Racing Team                 | Roman De Angelis Marco Sørensen Ian James              | Aston Martin Vantage AMR GT3  | M     | 287  | Nie ukończyli |
| 43    | GTD     | #80 AO Racing                            | P.J. Hyett Seb Priaulx Gunnar Jeannette                | Porsche 911 GT3 R (992)       | M     | 285  | +37 okrążeń   |
| 44    | LMP3    | #33 Sean Creech Motorsport               | Lance Willsey João Barbosa Nico Pino                   | Ligier JS P320                | M     | 283  | +39 okrążeń   |
| 45 NU | LMP3    | #30 Jr III Racing                        | Ari Balogh Garett Grist Dakota Dickerson               | Ligier JS P320                | M     | 282  | Nie ukończyli |
| 46 NU | GTD     | #78 Forte Racing Powered by USRT         | Misha Goikhberg Loris Spinelli Benja Hites             | Lamborghini Huracán GT3 Evo 2 | M     | 279  | Nie ukończyli |
| 47 NU | GTP     | #01 Cadillac Racing                      | Sébastien Bourdais Renger van der Zande Scott Dixon    | Cadillac V-Series.R           | M     | 241  | Nie ukończyli |
| 48 NU | LMP3    | #36 Andretti Autosport                   | Jarett Andretti Gabby Chaves Glenn van Berlo           | Ligier JS P320                | M     | 230  | Nie ukończyli |
| 49 NU | GTD     | #57 Winward Racing                       | Russell Ward Philip Ellis Indy Dontje                  | Mercedes-AMG GT3 Evo          | M     | 198  | Nie ukończyli |
| 50    | GTD     | #93 Racers Edge Motorsports with WTR     | Ashton Harrison Danny Formal Kyle Marcelli             | Acura NSX GT3 Evo 22          | M     | 186  | Nie ukończyli |
| 51 NU | GTP     | #24 BMW M Team RLL                       | Philipp Eng Augusto Farfus Marco Wittmann              | BMW M Hybrid V8               | M     | 172  | Nie ukończyli |
| 52 NU | LMP2    | #35 TDS Racing                           | François Heriau Giedo van der Garde Josh Pierson       | Oreca 07                      | M     | 132  | Nie ukończyli |
| 53 NU | GTD     | #023 Triarsi Competizione                | Onofrio Triarsi Charles Scardina Alessio Rovera        | Ferrari 296 GT3               | M     | 95   | Nie ukończyli |

### Statystyki

#### Najszybsze okrążenie
| Klasa   | Kierowca             | Zespół                        | Czas     | Okr. |
| ------- | -------------------- | ----------------------------- | -------- | ---- |
| GTP     | Renger van der Zande | #01 Cadillac Racing           | 1:48,311 | 165  |
| LMP2    | Christian Rasmussen  | #18 Era Motorsport            | 1:50,418 | 226  |
| LMP3    | Garett Grist         | #30 Jr III Racing             | 1:57,073 | 199  |
| GTD Pro | Maro Engel           | #79 WeatherTech Racing        | 2:01,829 | 213  |
| GTD     | Mikaël Grenier       | #32 Team Korthoff Motorsports | 2:01,773 | 172  |
| Źródło  |                      |                               |          |      |